# Emboirats de la UVIC
Els Emboirats de la UVIC són una colla castellera universitària de la Universitat de Vic. La colla va fundar-se l'any 2003, però després d'un temps van interrompre la seva activitat per falta de camises. Uns anys més tard van reapàreixer, concretament a la Diada d'hivern dels Ganàpies de la UAB de 2010, on van fer un pilar de quatre.
A la primavera de 2011, els Emboirats van voler fer el salt a la gamma de 6, amb l'estructura del 3, tot i això, el 3 de 6 va quedar en intent. No seria fins a la primavera següent que els de la camisa vermella aconseguirien fer l'aleta a un castell de 6. L'11 de maig del 2017, durant la seva diada, descarregaven el seu primer 4 de 7 a la plaça Miramarges de la Universitat de Vic. Una setmana després, el tornaven a descarregar fora de casa, a la diada dels Xoriguers de la Universitat de Girona.